# IBM Rochester
IBM Rochester es la instalación de IBM en Rochester, Minnesota. La estructura inicial fue diseñada por Eero Saarinen, quien revistió la estructura con paneles azules de diferentes tonos inspirados en el cielo de Minnesota, así como el apodo de IBM de «Big Blue». Estas características y el tamaño de la instalación le han valido el apodo de «El gran zoológico azul» por parte de los empleados.

## Historia

### Primeros años
La primera piedra de la instalación tuvo lugar el 31 de julio de 1956. Cuando se completó por primera vez, había 53 500 m2 de superficie cubierta. Actualmente hay 290 000 m2 en el campus principal, más de la mitad del tamaño del Pentágono en Arlington, Virginia. A lo largo de los años han aparecido rumores que sugieren que la estructura fue diseñada para parecerse a una tarjeta perforada vista desde arriba, pero esto se debe más a la expansión de la instalación a lo largo de los años que a una intención de Saarinen.
El edificio se inauguró en 1958, pero se ha ampliado considerablemente desde entonces.

### Desarrollos actuales

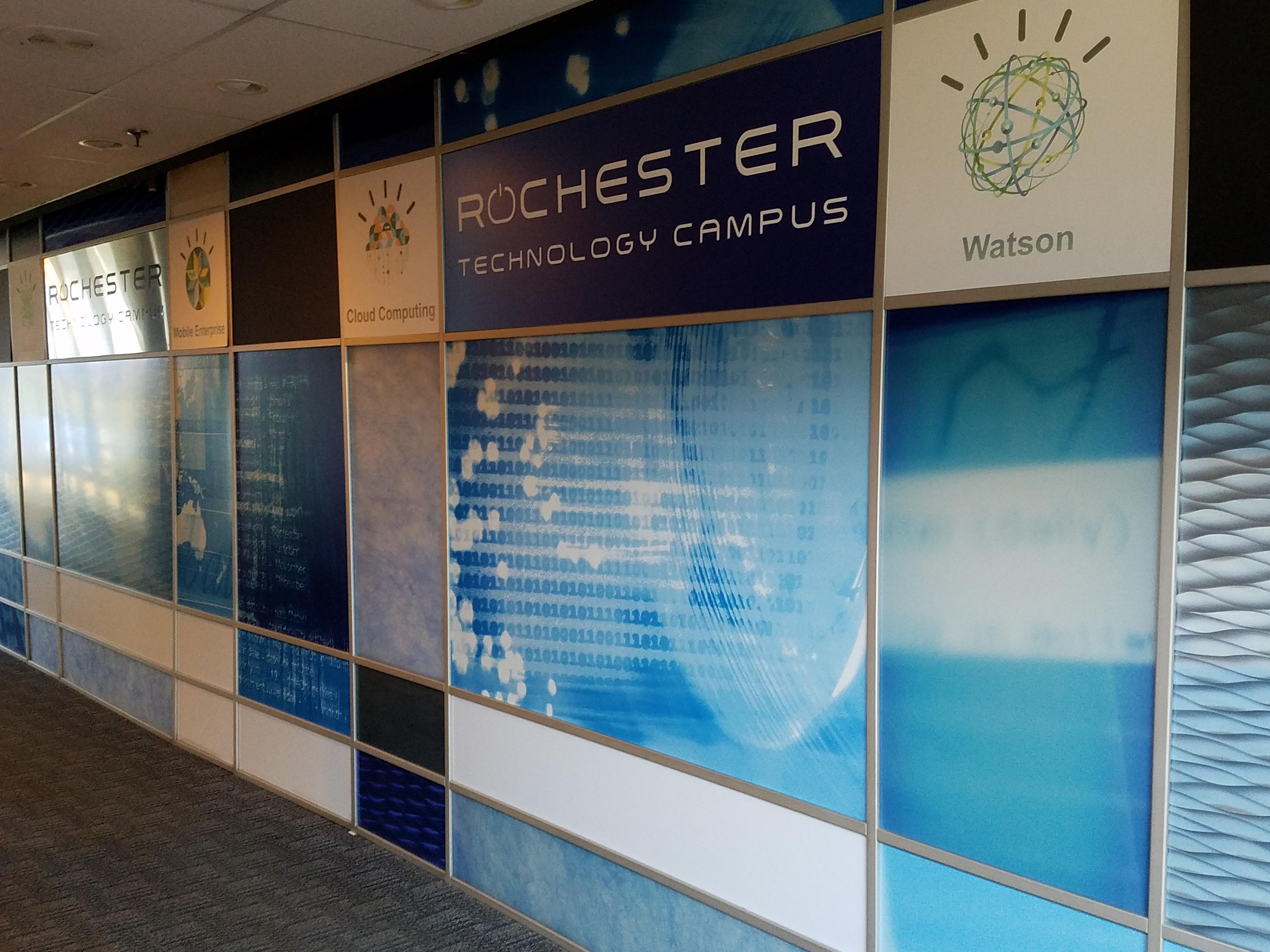
El nombre del sitio cambió recientemente a Rochester Technology Campus.

El empleo de la instalación ha pasado por varios ciclos de crecimiento y colapso, pero es más del doble de lo que era en la década de 1950.
El 4 de mayo de 2016, se anunció que IBM consolidaría a sus empleados restantes en los ocho edificios del lado este del complejo y vendería las instalaciones restantes a una entidad separada. Esto ocurrió después de años de que IBM alquilara sus diversas instalaciones a empresas que había escindido o vendido, como HGST. Se informó que el número de empleados del sitio (excluidos los contratistas) era de 2740 en 2013 y 2791 en 2017, una fuerte caída desde el máximo de más de 8000.
En febrero de 2018, la propiedad se vendió a Industrial Realty Group de Los Ángeles.
El 24 de abril de 2018, en una presentación a la comunidad local, se anunció que el nombre de la instalación se cambiaría a Campus tecnológico de Rochester.

## Productos
La instalación de 1,6 km de largo es más conocida como la planta que produjo el sistema informático AS/400. El sistema AS/400 fue en sí mismo un avance del System/38 que se introdujo varios años antes con un Sistema de gestión de base de datos relacional (RDBMS) incorporado, haciéndolo vanguardista para su época. El AS/400 fue posteriormente rebautizado como iSeries. El desarrollo del sistema operativo OS/400, ahora conocido como IBM i, continúa en Rochester.
El desarrollo de IBM Power Systems aún se realiza en esta instalación.
Los PureSystems se ensamblaron originalmente en esta planta, pero ahora se ensamblan principalmente en Nueva York y México.
El IBM 3740 Data Entry System se desarrolló en la instalación en 1973 y el IBM 5280 Distributed Data System que lo siguió también tuvo sus inicios allí, pero se transfirió en 1981 a la instalación de Austin, Texas, donde fue lanzado para la producción. El advenimiento de la informática personal se eliminó este tipo de entrada de datos en 1990.
La computadora personal IBM 5110 fue desarrollada y fabricada en esta instalación.
IBM Rochester jugó un papel importante en las supercomputadoras Summit y Sierra.
El RS/6000, ahora System p, y el desarrollo del disco duro también ocurrieron en este sitio en el pasado.

## Distinciones
La división AS/400 de la planta recibió el Malcolm Baldrige National Quality Award en 1990. En noviembre de 2004, la instalación ocupó el primer lugar en la lista TOP500 de supercomputadoras con un sistema prototipo Blue Gene/L, que contiene 32 768 procesadores. Registró 70,72 teraflops. La producción de la planta es tan grande que si fuera una empresa separada, sería el tercer productor de computadoras más grande del mundo.
La planta, que está cerca de Autopista 52 en la parte noroeste de Rochester, fue reconocida en 1990 por el Museo Nacional de la Construcción como una de las contribuciones significativas de IBM al entorno construido de los Estados Unidos, junto con el la sede de IBM en la ciudad de Nueva York y el edificio de IBM en Atlanta, Georgia.

## Inquilinos
Hitachi Global Storage Technologies, aunque se separó de IBM Storage Technology, permanece en el lugar, alquilando a IBM espacio que de otro modo no se usaría. Junto con la Clínica Mayo, la planta de IBM es uno de los mayores empleadores en el área de Rochester, según se informa, contando con alrededor de 5000 empleados en 2002.
En 2019, Crenlo LLC alquiló parte de las instalaciones de IBM para trasladar parte de su división de fabricación EMCORE, donde actualmente está separada de la línea de productos Crenlo Cab Manufacturing, ya que EMCORE se vendió en 2021.